# Родригес, Маурисио Алонсо
Маури́сио Ало́нсо «Пи́по» Родри́гес Ли́ндо (исп. Mauricio Alonso "Pipo" Rodríguez; род. 12 сентября 1945, Сан-Сальвадор) — сальвадорский футболист, игравший на позиции нападающего. По завершении игровой карьеры — тренер. Единственный человек в истории сборной Сальвадора, который был участником чемпионата мира и как игрок (1970), и как главный тренер (1982).

## Клубная карьера
В 1959 году Родригес играл в футбол в средней школе за команду «Экстернадо Сан-Хосе», после чего стал выступать за молодёжную команду «Спорт Бойз Мехиканос». В профессиональном футболе дебютировал в 1962 году за команду «Атланте Сан-Алехо», после чего отыграл год за клуб «ФАС».
Параллельно Родригес учился в Сальвадорском университете на инженера-строителя и уже задумывался о завершении футбольной карьеры, но решением проблемы стал переход в университетский клуб УЭС в 1963 году. За эту команду Родригес отыграл следующие 9 сезонов своей карьеры и стал настоящей голевой машиной, в частности, став лучшим бомбардиром чемпионата Сальвадора 1965/1966. Свою карьеру Пипо завершил в 1972 году из-за травмы колена.

## Карьера в сборной
В 1962 году Родригес был вызван в сборную Сальвадора до 17 лет, а уже в следующем году был вызван в главную сборную страны. В дальнейшем Пипо представлял Сальвадор на Олимпийских играх 1968 года, где сыграл во всех трёх матчах — против Израиля, Венгрии и Ганы, забив в последнем из них гол.
В отборочном турнире на чемпионат мира 1970 года Сальвадор сумел выйти в стадию плей-офф, где в первой стадии встречался с Гондурасом. После того, как обе команды выиграли в своих домашних матчах, был назначен дополнительный матч, в котором Пипо стал национальным героем и забил решающий гол на 11 минуте дополнительного времени. Этот матч считается катализатором состоявшейся вскоре Футбольной войны между странами. В следующей и решающей стадии Родригес также внёс ключевой вклад в выход своей сборной на чемпионат мира и забил победный мяч в выездном матче против Гаити, реализовав контратаку своей команды
В составе национальной сборной был участником чемпионата мира 1970 года в Мексике, на котором также сыграл во всех трёх матчах — против Мексики, Бельгии и СССР. Всего в составе национальной сборной провёл 37 матчей, отметившись 10 забитыми мячами.

## Тренерская карьера
После завершения карьеры игрока Родригес завершил тренерские курсы и начал свою карьеру в новом амплуа в родном клубе УЭС. В 1973 году Маурисио возглавил сборную Сальвадора до 17 лет. Затем он был назначен тренером сборной до 23 лет в 1975 году. В 1975—1976 годах возглавлял клуб «Тапачультека», который сумел вывести в высший дивизион Сальвадора. Позже в 1979 году Пипо повторил данное достижение с клубом «Чалатенанго».
В 1980 году Маурисио Родригес был назначен тренером национальной сборной Сальвадора, которую сумел вывести на чемпионат мира 1982 года в Испании. На «мундиале» сборная выступила крайне неудачно, проиграв все три матча, в том числе потерпев историческое, крупнейшее в истории турнира и самой сборной поражение 1:10 от Венгрии. После чемпионата решил завершить тренерскую карьеру и сосредоточился на своей строительной компании, а также поддерживал различные инициативы, связанные с футболом.